# Gartnerkofel
Il Gartnerkofel è una montagna delle Alpi Carniche, posto a circa 8 km a sud ovest di Hermagor-Pressegger See, composto da due cime, la cima nord la più alta con i suoi 2.195 m s.l.m. e la cima sud che misura 2.154 m s.l.m..